# Хэнкок, Херби
Хе́рби Хэ́нкок (имя при рождении Херберт Джефри Хэнкок, англ. Herbert Jeffrey Hancock; 12 апреля 1940, Чикаго, Иллинойс, США) — американский джазовый пианист, аранжировщик и композитор, обладатель 14 премий Грэмми. Один из самых востребованных и наиболее влиятельных джазовых музыкантов последней четверти XX века.

## Биография
Херберт Хэнкок родился в обеспеченной афроамериканской семье. Начал обучаться музыке в семилетнем возрасте, уже в детстве проявил себя как талантливый пианист (в 11 лет исполнил Концерт для фортепиано № 5 Моцарта с Чикагским симфоническим оркестром). Хэнкок начал играть джаз в средней школе, первоначально под влиянием Оскара Питерсона и Билла Эванса. Он также имел страсть к электронике и науке и получил два образования: в области музыки и электротехники в Гриннельском колледже.
В 1960 Херби был замечен трубачом Дональдом Бёрдом. После двух лет сессионной работы с Бердом, а также Филом Вудсом и Оливером Нельсоном, он подписал контракт с Blue Note Records в качестве сольного исполнителя. Дебютный альбом Хэнкока Takin’ Off (1963) имел мгновенный успех благодаря хиту «Watermelon Man».
В 1962 году Майлз Дэвис пригласил Херби Хэнкока присоединиться к The Miles Davis Quintet. За пять лет работы с Дэвисом Херби и его коллеги Уэйн Шортер (тенор-саксофон), Рон Картер (контрабас) и Тони Уильямс (барабаны) записали много произведений, которые позже были отнесены к классике джаза, в том числе «ESP», «Nefertiti» и «Sorcerer». Позже Херби выступал на «новаторских» «In A Silent Way» и «Bitches Brew» Майлза Дэвиса, которые возвестили о рождении джаз-фьюжн.
Сольная карьера Херби расцвела на Blue Note с классических альбомов, включая «Maiden Voyage», «Empyrean Isles» и «Speak Like a Child». В 1966 он записал звуковую дорожку к культовому фильму «Blow-up» Микеланджело Антониони, что привело Хэнкока к успешной карьере в кино и телевизионной музыке.
После ухода Дэвиса Херби Хэнкок собрал новую группу под названием The Headhunters (Охотники за головами), а в 1973 году записал альбом «Head Hunters». С хитом «Chameleon» он стал первым джазовым платиновым альбомом.

## Творчество
Музыка Хэнкока сочетает в себе элементы фанка и соула наряду с вольными элементами джаза. Джазовые импровизации музыканта включают в себя уникальную смесь джаза, блюза и современной классической музыки[какой?]. Некоторое время проработав в группе Майлза Дэвиса, Хэнкок смог переопределить роль джазовой ритм-группы и стал одним из первых архитекторов жанра пост-бибоп. Позднее он выступил одним из первых джазменов, совместившим синтезаторы и фанк. Несмотря на свою экспериментальность, его музыка мелодична и доступна для массового слушателя, благодаря чему музыканту удалось снискать популярность у слушателей поп-музыки.
Наиболее известными соло-работами Хэнкока являются музыкальные произведения «Cantaloupe Island», «Watermelon Man», «Maiden Voyage» и «Chameleon», а также синглы «I Thought It Was You» и «Rockit».

## Признание
- Сингл Rockit получил премию Грэмми 1984 года в категории «лучшее R&B исполнение», а видеоклип — 5 премий MTV за 1984 год.

- В 1986 году за звуковую дорожку к фильму «Около полуночи» получил премию «Оскар» за лучшую музыку.

- В 2008 году за выпущенный в 2007 году трибьют-альбом River: The Joni Letters, посвящённый Джони Митчелл, стал лауреатом премии «Грэмми» в самой престижной номинации — «альбом года».

## Мировоззрение
Последователь буддийского движения Сока Гаккай.

## Общественная деятельность
Хэнкок выступает Послом Доброй воли ЮНЕСКО, а также председателем Джазового института им. Телониуса Монка. С 1 января 2019 года Институт, который Херби возглавлял на протяжении 15 лет, стал Институтом джаза имени Херби Хэнкока. Выступил инициатором провозглашения Международного дня джаза, отмечаемого 30 апреля (начиная с 2012 года).

## Дискография
- 1962 — Takin’ Off (Blue Note)
- 1963 — My Point Of View (Blue Note)
- 1963 — Inventions And Dimensions (Blue Note)
- 1964 — Empyrean Isles (Blue Note)
- 1965 — Maiden Voyage (Blue Note)
- 1968 — Speak Like A Child (Blue Note)
- 1969 — The Prisoner (Blue Note)
- 1969 — Fat Albert Rotunda (Warner Bros.)
- 1971 — Mwandishi (Warner Bros.)
- 1972 — Crossings (Warner Bros.)
- 1973 — Sextant (Columbia)
- 1973 — Head Hunters (Columbia)
- 1974 — Thrust (Columbia)
- 1975 — Man-Child (Columbia)
- 1975 — Flood (CBS-Sony, LIVE in Japan)
- 1976 — Secrets (Columbia)
- 1976 — V.S.O.P (Columbia)
- 1977 — The Quintet V. S. O. P. (Columbia)
- 1977 — Tempest in the Colosseum V. S. O. P. (Columbia)
- 1977 — The Herbie Hancock Trio (Columbia/Sony Japan)
- 1978 — Sunlight (Columbia)
- 1978 — An Evening With Herbie Hancock & Chick Corea In Concert (Columbia)
- 1979 — Live Under The Sky V. S. O. P. (Columbia)
- 1979 — Feets Don’t Fail Me Now (Columbia)
- 1979 — Direct Step (CBS/Sony Japan)
- 1979 — The Piano (CBS/Sony Japan)
- 1980 — Mr. Hands (CBS)
- 1980 — Monster (CBS)
- 1981 — Magic Windows
- 1982 — Herbie Hancock Quartet (CBS)
- 1982 — Lite Me Up (CBS)
- 1983 — Future Shock (Columbia)
- 1984 — Sound-System (Columbia)
- 1985 — Village Life (Columbia; Hancock + Foday Musa Suso)
- 1986 — Soundtrack «Round Midnight» (CBS/Sony)
- 1988 — Perfect Machine[англ.] (Columbia)
- 1992 — A Tribute to Miles (Warner)
- 1994 — Dis Is Da Drum (Mercury)
- 1995 — Return Of The Headhunters (PolyGram, Headhunters featuring Herbie Hancock)
- 1996 — The New Standard (Verve)
- 1997 — 1 + 1 (Verve)
- 1998 — Gershwin’s World (Verve)
- 2001 — Future 2 Future (Columbia)
- 2003 — Directions In Music (Verve)
- 2005 — Possibilities (Vector)
- 2006 — Great Sessions (Blue Note)
- 2007 — River: The Joni Letters
- 2008 — Then and Now: The Definitive Herbie Hancock (Verve)
- 2010 — The Imagine Project (Sony Music)